# Cooperazione politica europea
La cooperazione politica europea (CPE) fu introdotta informalmente nel 1970 e formalizzata nell'Atto unico europeo che entrò in vigore nel 1987.
Il suo obiettivo era una consultazione tra gli stati membri nella politica estera. Gli stati membri erano obbligati a prendere in considerazione le posizioni del Parlamento europeo e quando possibile potevano prendere posizioni comuni nelle organizzazioni internazionali.
La CPE fu sostituita dalla Politica estera e di sicurezza comune (PESC) con il Trattato di Maastricht del 1992.